# 1693 год в науке
В 1693 году произошли различные научные и технологические события, некоторые из которых представлены ниже.

## События
- Английский математик и астроном Эдмунд Галлей обнаружил «вековое ускорение» Луны[1].

## Публикации
- Английский математик Джон Валлис в статье «О пятом постулате и пятом определении VI книги Евклида, спорный вопрос геометрии» (De postulalo quin to et definitione quin to lib. 6 Euclidis dissertatio geometries, написано в 1663 году, опубликовано в 1693) предлагает вместо пятого постулата Евклида равносильную ему и интуитивно более очевидную «аксиому Валлиса»: «Существуют подобные, но не равные треугольники»[2].
- Эдмунд Галлей поместил в журнал «Philosophical Transactions of the Royal Society» статью «An Estimate of the Degrees of the Mortality of Mankind, Drawn from Various of Births and Funerals at the City of Breslau» о расчёте рентных платежей с учётом статистической таблицы смертности. С этой статьи начинается актуарная наука[3].
- Посмертно опубликована обстоятельная статья французского математика Бернара Френикля де Бесси «Des quarrez ou tables magiques», посвящённая теории магических квадратов. Хотя де Бесси внёс крупный вклад в математику, он известен в первую очередь благодаря этой статье[4][5].

## Родились
См. также: Категория:Родившиеся в 1693 году
- 23 января — Георг Бернгард Бильфингер, немецкий философ и математик, один из основателей Физического кабинета Петербургской Академии Наук[6] (умер в 1750 году).
- 24 марта — Джон Гаррисон, изобретатель хронометра, с помощью которого была окончательно решена острая многовековая проблема определения долготы на море (умер в 1776 году).
- 5 октября — Иоганн Христиан Буксбаум, первый российский академик ботаники и натуральной истории в Санкт-Петербургской академии наук, исследователь флоры России, Юго-Восточной Европы, Малой Азии и Кавказа (умер в 1730 году).
- Март — Джеймс Брэдли, Королевский астроном Великобритании, открывший аберрацию света (умер в 1762 году).

## Скончались
См. также: Категория:Умершие в 1693 году
- 18 февраля — Элиас Тилландс, «отец финской ботаники» (род. в 1640 году).
- (?) — Иоганн Якоб Циммерман, немецкий астроном и теолог, защитник системы Коперника и Кеплера (род. в  1644 году).